# Elsie Lefebvre
Pour les articles homonymes, voir Lefebvre.
Elsie Lefebvre, née le 5 mai 1979 à Montréal, est une directrice et femme politique québécoise. 
De l'élection partielle de 2004 à 2007, elle est députée péquiste à l'Assemblée nationale du Québec de la circonscription de Laurier-Dorion.
De 2009 à 2017, elle est conseillère municipale du district Villeray dans l'arrondissement Villeray–Saint-Michel–Parc-Extension de Montréal.

## Biographie
Diplômée en sciences humaines au Collège de Maisonneuve et en science politique à l'Université de Montréal en 2001, elle est lauréate d'une bourse d'études, programme coopératif en intégration nord-américaine, à l'Universidad de las Américas Puebla, Mexique, en 2001 et en 2002. Elle obtient ensuite une maîtrise en études internationales, politique comparée (Europe) et politiques sociales, dans son université d'origine. Au terme de ses études, l'Université de Montréal lui remet une médaille d'honneur haute distinction remise à des étudiants exceptionnels qui font rayonner l'institution.
Lors de ses études, elle effectue plusieurs stages en cabinet. Elle est collaboratrice parlementaire du député Philippe Séguin à l'Assemblée nationale française et à la mairie de Paris en 2000. Elle devient auxiliaire d'enseignement à l'Université de Montréal de 2002 à 2004, puis assistante de recherche au Centre de recherche sur les politiques et le développement social de 2003 et en 2004. La même année, elle est chargée de projet à l'Institut du Nouveau Monde en 2004.
En termes d'engagement communautaire, elle est membre du conseil d'administration du Centre local de services communautaires Villeray en 1999 et présidente de l'Association des étudiants en science politique de l'Université de Montréal en 2000.
Élue députée à l'Assemblée nationale du Québec en 2004, battue en 2007, elle devient rectrice affaires publiques et commerciales pour l'artiste Grégory Charles et pour le Mondial choral Loto-Québec.
Elle est récipiendaire, en 2005, de la Médaille de l'Assemblée nationale.
Elle est conseillère municipale à Montréal dans Villeray du 1er novembre 2009 au 9 novembre 2017. Elle occupe plusieurs fonctions importantes dont vice-présidente du conseil, leader de l’opposition, présidente de la Commission de l’Environnement, vice-présidente de la commission des travaux publics ainsi que vice-présidente du conseil d’administration de la Société de transport de Montréal (STM).
À partir d'avril 2018, elle est directrice de La Ruche Montréal, un organisme qui vise à stimuler l’entreprenariat et la réalisation de projets entrepreneuriaux, culturels, environnementaux, et sociaux au Québec. La plate-forme de La Ruche a amassé près de 5 millions $ pour financer différents projets.

## Politique provinciale
Elsie Lefebvre s'intéresse tôt à la politique : membre du Parti québécois à 17 ans, elle est vice-présidente de l'exécutif régional des jeunes du Parti québécois (PQ) pour la région de Montréal-Centre en 1998 et en 1999 et exerce différentes fonctions au sein de l'exécutif national des jeunes du PQ en 2003 et en 2004. Elle est candidate pour la première fois à l'occasion de l'élection partielle de 2004 dans Laurier-Dorion, un fief libéral. À la surprise générale, elle est élue députée à l'Assemblée nationale du Québec, devançant la libérale Voula Neofotistos par 483 voix. Âgée de 25 ans, elle est alors la plus jeune députée de l'histoire élue à l'Assemblée nationale du Québec, un record battu dix ans plus tard lors d'une autre partielle, Catherine Fournier étant élue députée péquiste de Marie-Victorin à 24 ans. À l'Assemblée, elle défend des dossiers liés à l’environnement, de la famille, l’éducation et l’intégration des immigrants. Le premier ministre Jean Charest crée la polémique en l'insultant violemment avec des propos sexistes lors d'un débat parlementaire.
Candidate à sa réélection lors de l'élection provinciale de 2007, elle est battue par Gerry Sklavounos, qui ramène ce fief dans le giron libéral.

## Politique municipale
En 2009, elle fait le saut en politique municipale et est élue sous la bannière de Vision Montréal comme conseillère de la Ville dans le district de Villeray. Elle devient vice-présidente du conseil municipal de la Ville de Montréal, une première pour une femme. On lui confie également les fonctions de vice-présidente de la Commission permanente du conseil municipal sur la mise en valeur du territoire, l'aménagement urbain et le transport collectif. Elle siège à ce titre au conseil d'administration de la STM.
En 2012, elle devient leader de l’opposition officielle à l'hôtel de ville de Montréal.
Lors des élections de 2013, maintenant candidate de la Coalition Montréal, elle est réélue avec une forte majorité dans Villeray. Elle occupe les fonctions de conseillère associée aux Transports à l’exécutif de la ville de Montréal en plus de la fonction de présidente de la Commission sur l’eau, l’environnement, le développement durable et les grands parcs. Elle est également nommée responsable de l’électrification des transports. Elle dépose et est chargée de réaliser l'ambitieuse Stratégie montréalaise d'électrification des transports qui remportera plusieurs prix prestigieux. Elle est nommée vice-présidente de la Société de transports de la ville de Montréal.
En juin 2017, elle quitte le parti Coalition Montréal pour siéger comme indépendante jusqu'au mois août, où elle rejoint le parti du maire Denis Coderre, l'Équipe Denis Coderre pour Montréal. Lors de l'élection de novembre 2017, elle obtient plus de votes qu'à l'élection précédente mais n'est pas réélue, battue avec 48 % des voix, elle est emportée par la vague qui mène Valérie Plante à la mairie de Montréal.

## Résultats électoraux
|                                                                                                | Nom                       | Parti               | Nombre de voix | %      | Maj.  |
| ---------------------------------------------------------------------------------------------- | ------------------------- | ------------------- | -------------- | ------ | ----- |
|                                                                                                | Gerry Sklavounos          | Libéral             | 12 064         | 39,7 % | 1 096 |
|                                                                                                | Elsie Lefebvre (sortante) | Parti québécois     | 10 968         | 36,1 % | -     |
|                                                                                                | Louise Lévesque           | Action démocratique | 2 874          | 9,4 %  | -     |
|                                                                                                | Ruba Ghazal               | Québec solidaire    | 2 431          | 8 %    | -     |
|                                                                                                | Sébastien Chagnon-Jean    | Vert                | 1 639          | 5,4 %  | -     |
|                                                                                                | Peter Macrisopoulos       | Marxiste-léniniste  | 166            | 0,5 %  | -     |
|                                                                                                | Vassilios Gerakis         | Indépendant         | 160            | 0,5 %  | -     |
|                                                                                                | Mostaka Ben Kirane        | Indépendant         | 115            | 0,4 %  | -     |
| Total                                                                                          | Total                     | Total               | 30 417         | 100 %  |       |
| Le taux de participation lors de l'élection était de 65,38 % et 392 bulletins ont été rejetés. |                           |                     |                |        |       |

|                                                                                                | Nom                | Parti               | Nombre de voix | %      | Maj. |
| ---------------------------------------------------------------------------------------------- | ------------------ | ------------------- | -------------- | ------ | ---- |
|                                                                                                | Elsie Lefebvre     | Parti québécois     | 7 573          | 46,1 % | 483  |
|                                                                                                | Voula Neofotistos  | Libéral             | 7 090          | 43,2 % | -    |
|                                                                                                | Andrés Fontecilla  | UFP                 | 783            | 4,8 %  | -    |
|                                                                                                | Enrique Colindres  | Action démocratique | 460            | 2,8 %  | -    |
|                                                                                                | Philippe Morlighem | Vert                | 379            | 2,3 %  | -    |
|                                                                                                | Sonia Bélanger     | Indépendant         | 145            | 0,9 %  | -    |
| Total                                                                                          | Total              | Total               | 16 430         | 100 %  |      |
| Le taux de participation lors de l'élection était de 35,24 % et 171 bulletins ont été rejetés. |                    |                     |                |        |      |